# Horst Göppinger
Horst Göppinger (* 8. Dezember 1916 in Stuttgart; † 6. Dezember 1996) war ein deutscher Richter, der 1963 eine Schrift über Die Verfolgung der Juristen jüdischer Abstammung durch den Nationalsozialismus vorlegte, die als Standardwerk gilt und 1990 neu aufgelegt wurde.
Göppinger, der 1939 die erste juristische Staatsprüfung ablegte, nahm als Soldat am Zweiten Weltkrieg teil, wurde 1958 an der Universität Tübingen zum Dr. jur. promoviert und war Richter am Oberlandesgericht in Stuttgart. 1980 wurde er vom Ministerpräsidenten des Landes Baden-Württemberg wegen seiner wissenschaftlichen Verdienste zum Professor ehrenhalber ernannt. Ab 1961 war er Mitherausgeber der FamRZ. Zudem kommentierte er seit der 10. Bearbeitung im BGB-Großkommentar Staudinger Normen des Familienrechts.

## Schriften (Auswahl)
- Die Erledigung des Rechtsstreits in der Hauptsache, Diss., Stuttgart: Kohlhammer, 1958.
- Die Verfolgung der Juristen jüdischer Abstammung durch den Nationalsozialismus. Unter Mitarbeit von Johann Georg Reissmüller mit einem Geleitwort von Wolfgang Haussmann, Ring-Verlag, Villingen 1963. 1990 erfolgte eine stark überarbeitete Fassung dieses Werks unter dem Titel Juristen jüdischer Abstammung…. Siehe unten.
- Vereinbarungen anlässlich der Ehescheidung. Die vertragliche Regelung der zivil-, steuer- und sozialrechtlichen Folgen, München: C.H. Beck, 1969.
- Freiheitsentziehung und Unterbringung mit Unterbringung psychisch Kranker und Suchtkranker, Unterbringung durch Vormund oder Pfleger, Abschiebungshaft und Absonderung bei übertragbaren Krankheiten und Geschlechtskrankheiten, materielles Recht und Verfahrensrecht, 2. Aufl., München: C.H. Beck, 1975.
- Juristen jüdischer Abstammung im „Dritten Reich“. Entrechtung und Verfolgung. München: C.H. Beck, 1990, ISBN 3-406-33902-6. Zweite völlig neu bearbeitete und erweiterte Auflagen der Verfolgung der Juristen…. Siehe oben.